# Gnagarforum
Gnagarforum är en webbsida, startad av Anders Nettelbladt 1999 under namnet AIKFotboll.just.nu, för nyheter om AIK:s fotbollsverksamhet. Det ingår sedan februari 2001 i supporterportalen SvenskaFans.com som startades av Anders Nettelbladt år 2000. Forumet har alltid hetat Gnagarforum, men i och med att sidan gick upp i SvenskaFans.com bytte även nyhetsdelen namn från AIKFotboll.just.nu till Gnagarforum.
Claes Sahlström byggde det nuvarande forumet som efter några veckors tester lanserades den 13 september 1999. Forumet har sedan den 14 september 1999 laddats över 36 miljoner gånger. Claes Sahlström administrerar fortfarande forumet.[när?]
Enligt ett meddelande från redaktionen daterat den 25 oktober 2004 kommer man inte att minska på aktiviteten, utan snarare öka, på nyhetssidan på grund av AIK:s degradering från Allsvenskan till Superettan
Från hösten 2008 klev Anders Nettelbladt av som redaktör för Gnagarforum efter nästan tio år vid rodret. Ny redaktör blev Alexander Strigén som började på redaktionen augusti 2008. 
Alexander Strigén lämnade över posten till Christopher Kviborg efter säsongen 2009. Sommaren 2010 fick Kviborg jobb hos Canal+ och lämnade således över till Kettil Henriksson som drev redaktionen fram tills årsskiftet 2011-12, då Christoffer Bodin tog vid. Christoffer Bodin fick senare anställning hos AIK Hockey och därför tog Johan Westin och Simon Lublin över ansvaret.

## Redaktionen
- Joakim Hall (Redaktör)
- Axel Franzén
- Jesper Åström
- Sader Daher
- Oscar Idemark

A

## Redaktörer genom tiderna
- Anders Nettelbladt (1999-2008)
- Alexander Strigén (2008-2009)
- Christopher Kviborg (2009-2010)
- Kettil Henriksson (2010-12)
- Christoffer Bodin (2012-2012)
- Johan Westin (2012-2014)
- Simon Lublin (2012-2014)
- Joakim Hall (2014-)

## Gnagarforums Fan-tv reportrar genom tiderna
- Igor M Hedman
- Johan Wibäck
- Christopher Kviborg
- David Fjäll
- Jesper Hofmann
- Oscar Lindgren
- Edvard Godin
- Oscar Idemark
- Johan Westin
- Simon Lublin